# Coenosia setipes
Coenosia setipes är en tvåvingeart som beskrevs av Huckett 1965. Coenosia setipes ingår i släktet Coenosia och familjen husflugor.
Artens utbredningsområde är Manitoba. Inga underarter finns listade i Catalogue of Life.